# Rytidosperma fortunae-hibernae
Rytidosperma fortunae-hibernae är en gräsart som först beskrevs av Stephen Andrew Renvoize, och fick sitt nu gällande namn av Henry Eamonn Connor och Elizabeth Edgar. Rytidosperma fortunae-hibernae ingår i släktet kängurugräs (släktet), och familjen gräs. Inga underarter finns listade i Catalogue of Life.